# Струц Василь Никифорович
Василь Никифорович (Ничипорович) Струц (1900, місто Кобеляки, тепер Полтавської області — розстріляний 2 вересня 1937, Київ) — український радянський партійний діяч, завідувач промислово-транспортного відділу ЦК КП(б)У, 1-й секретар Криворізького та Запорізького міських комітетів КП(б)У. Кандидат у члени ЦК КП(б)У в січні 1934 — травні 1937 р. Член ЦК КП(б)У в червні — серпні 1937 р. Кандидат у члени Організаційного бюро ЦК КП(б)У в червні — серпні 1937 р.

## Біографія
Народився в родині коваля. Батько рано помер. Закінчив 5 класів комерційного училища за кошт піклувальної Ради.
У 1917—1918 роках — рахівник позичково-ощадної каси, міської управи, банку міста Кобеляк Полтавської губернії. У 1918 році вступив до комсомолу. У 1918 році направлений комсомольською організацією на курси червоних командирів та політпрацівників у місті Харкові.
У січні — липні 1920 року — відповідальний секретар Кобеляцької повітової ради профспілок Полтавської губернії.
Член Української комуністичної партії (УКП) з 1920 року.
У липні 1920 року з частинами особливого призначення (ЧОП) був направлений на Південний фронт проти військ барона Врангеля у Криму. У липні 1920 — березні 1921 року — в Червоній армії. При штурмі Перекопу та переході через Сиваш важкопоранений. Перебуваючи у шпиталі, захворів на висипний тиф. З березня до липня 1921 року лікувався у Кобеляках.
Член РКП(б) з 1921 року.
У липні 1921 — січні 1922 року — заступник голови виконавчого комітету Кобеляцької повітової ради Полтавської губернії. Брав участь у боротьбі з повстанцями, які діяли на території Кобеляцького повіту.
У січні 1922 — 1927 року — в Червоній армії: секретар партійного бюро 74-го полку, інструктор агітаційно-масового відділу політичного відділу 25-ї дивізії РСЧА. У 1922 році переведений начальником агітпропу до Політичного відділу спецвійськ у Харкові, а через деякий час відкликаний до Політичного управління Українського військового округу і призначений старшим інспектором. З січня по березень 1927 року — на лікуванні у шпиталі. У 1927 році демобілізований та направлений у розпорядження ЦК КП(б)У.
У квітні — серпні 1927 року — інструктор Головполітпросвіти Народного комісаріату освіти у Харкові.
У серпні 1927 — січні 1929 року — секретар Бірзульського районного комітету КП(б)У Молдавської АРСР.
У 1929 році, під час колективізації, відкликаний на роботу до Молдавського обласного комітету КП(б)У. У січні 1929 — січні 1931 року — завідувач сільськогосподарського відділу Молдавського обласного комітету КП(б)У; завідувач організаційного відділу Молдавського обласного комітету КП(б)У.
У січні 1931 — березні 1932 року — відповідальний інструктор ЦК КП(б)У.
У березні 1932 — травні 1933 року — завідувач агітаційно-масового відділу Дніпропетровського обласного комітету КП(б)У. Член бюро Дніпропетровського обласного комітету КП(б)У в 1932—1935 роках.
24 травня 1933—1935 року — 1-й секретар Криворізького міського комітету КП(б)У Дніпропетровської області. Звільнився з посади за власним бажанням через важкий стан здоров'я. Чотири місяці був у відпустці для лікування.
12 лютого 1935 — 29 березня 1937 року — 1-й секретар Запорізького міського комітету КП(б)У Дніпропетровської області.
У березні — липні 1937 року — завідувач промислово-транспортного відділу ЦК КП(б)У.
23 липня 1937 року заарештований органами НКВС. 1 вересня 1937 року Військовою колегією Верховного Суду СРСР за звинуваченнями «в участі у антирадянській організації правих і, крім того, в участі у контрреволюційній Українській національній організації (на чолі з головою РНК УСРР П. Любченко) та організації терористичних акцій» засуджений до розстрілу. Страчений наступного дня, похований у Биківні.
Посмертно реабілітований 25 серпня 1956 року.